# Репер (артилерія)
Ре́пер — дійсна або умовна точка на місцевості, яка використовується в артилерії для пристрілки артилерійських систем. Дані репера використовують для перенесення вогню на реальні цілі без їх попередньої пристрілки. Виділяють два типи реперів: дійсний і фіктивний.

## Призначення реперів
На траєкторію польоту снаряда впливає ряд метеорологічних факторів: напрям і сила вітру на різних висотах, вологість повітря, атмосферний тиск, температура тощо. Все це викликає відхилення точки падіння снаряда від розрахованої в таблицях стрільби за ідеальних умов. Таким чином для надійного ураження цілі треба враховувати всі ці умови. Необхідна точність часто досягається за допомогою даних метеобюлетенів, однак для цих же цілей можна використовувати і пристрілювання або створення реперів. Також дані реперів використовують для раптового ураження реальних цілей без попередньої пристрілки.

## Дійсний і фіктивний репери
Існують два основних види реперів: дійсний і фіктивний.
Дійсним репером може слугувати будь-який добре спостережуваний об'єкт на місцевості. Після визначення його координат відносно вогневої позиції обчислюють установки для стрільби і здійснюють одиночний постріл. На спостережному пункті вимірюють відхилення розриву снаряда від цілі по дальності і напрямку. На основі цих даних обчислюють поправки і продовжують пристрілювання з урахуванням цих даних. Пристрілка вважається закінченою, якщо розриви лежать на лінії прицілювання (вогнева позиція — ціль), а по дальності забезпечена вилка (переліт і недоліт) при кроці прицілу в 100 метрів або накриває група розривів. На основі отриманих даних проводиться обчислення необхідних поправок щодо табличних значень. Таким чином з'являється можливість врахувати вплив всіх метеорологічних факторів на траєкторію польоту снаряда і здійснювати подальше ураження цілей без попередньої їх пристрілки.
Всі ці завдання можна вирішити і без пристрілки по якому-небудь реальному орієнтиру. В такому випадку створюють фіктивний репер. Для цього в районі цілей вибирають відкриту місцевість, що забезпечує надійне спостереження розривів снарядів. На цій місцевості намічають довільну точку, яку наносять на карту або прилад керування артилерійським вогнем (так звана «точка наколу»). Потім визначають установки для стрільби по цій точці і здійснюють одиночний постріл. Якщо на спостережному пункті спостерігають розрив, то на тих же установках здійснюють серію пострілів (не менше чотирьох). В результаті зарубки кожного з розривів обчислюється центр групи розривів (ЦГР) і його координати. Порівнюючи відхилення цього ЦГР від топографічних даних точки наколу, отримують значення поправок по дальності і напрямку.

## Обмеження у використанні реперів
Так як метеоумови постійно змінюються, то дані реперів швидко застарівають, а на інших напрямках стрільби не можуть бути коректно враховані (бічний вітер може стати, наприклад, попутним тощо). Тому використовувати обчислені поправки репера для перенесення вогню на реальні цілі можна в досить вузьких рамках як топографічних, так і тимчасових.
За часом термін придатності репера — 3 години. У напрямку ± 3 великих поділки кутоміра (300 тисячних). За дальності ± 2 кілометри при настильній або навісній стрільбі і ± 1 кілометр при мортирних.
Таким чином, один репер може забезпечувати перенесення вогню на ціль в межах 1-2 кілометрів по глибині і до 2 кілометрів по фронту.